# (10106) Lergrav
(10106) Lergrav es un asteroide que forma parte del cinturón de asteroides y fue descubierto por el equipo del Uppsala-ESO Survey of Asteroids and Comets desde el Observatorio de La Silla, Chile, el 1 de marzo de 1992.

## Designación y nombre
Lergrav recibió inicialmente la designación de 1992 EV15.
Posteriormente, en 2001, se nombró por la reserva natural sueca de Lergrav.

## Características orbitales
Lergrav orbita a una distancia media de 2,344 ua del Sol, pudiendo alejarse hasta 2,728 ua y acercarse hasta 1,959 ua. Tiene una inclinación orbital de 2,153 grados y una excentricidad de 0,164. Emplea en completar una órbita alrededor del Sol 1310 días. El movimiento de Lergrav sobre el fondo estelar es de 0,2747 grados por día.

## Características físicas
La magnitud absoluta de Lergrav es 15,6.